# 2020년 삼성 라이온즈 시즌
2020년 삼성 라이온즈 시즌은 삼성 라이온즈가 KBO 리그에 참가한 39번째 시즌이다. 허삼영 감독이 팀을 이끈 첫 시즌으로, 박해민이 주장을 맡았으며 허삼영 감독은 향토(대구-경북) 출신 6번째 삼성 감독이었으나  대구상고 출신으로 치자면 故 서영무 정동진 우용득 감독에 이어 4번째였다. 팀은 라이블리가 왼쪽 옆구리 근육 파열로 4경기 만에 전력에서 이탈했고 55일간 자리를 비운 뒤 7월 중순 돌아왔으며 백정현이 개막 직후 종아리를 다쳐 6월 초 복귀했지만 팔꿈치 염좌에 부딪혀 7월 21일 등판을 끝으로 시즌 아웃당하여 선발진이 붕괴된 데다 러프와 재계약 실패 뒤 새로 영입한 살라디노가 허리 부상이 길어져 7월 29일 웨이버 공시된 데다 대체 외인으로 데려운 팔카가 타율 0.209(196타수 41안타) 8홈런 23타점으로 부진에 빠진 것이  커 2년 연속으로 10팀 중 정규시즌 8위에 그쳐 5년 연속으로 포스트시즌 진출에 실패했다.
다만, 최채흥이 11선발승을 기록하여 김시진 (1983년 14선발승 1984년 15선발승(1위) 1985년 21선발승(1위) 1986년 16선발승 1987년 21선발승(1위))(중학교 때까지 포항에서 생활) 황규봉 (1985년 14선발승)(성주중학교 초반 때까지 성주에서 생활했으나 선수 부족 탓인지  대구 경상중학교로 전학하는 과정에서 1년 유급) 진동한 (1987년 10선발승)(중학교 때까지 포항에서 생활)에 이어 역대 삼성 대구 지역 고등학교 출신 2선발승 이상 기록한 투수 중 초등학교부터 대구에서 다니지 않은 4번째 선수로 기록되었는데 중학교 시절 여러 차례 전학 과정에서 1년 유급했다. 그러나 윤성환은 시즌 후에 방출당하고 곧바로 은퇴했다.

## 타이틀
- 조아제약 프로야구대상 기량발전상: 최채흥
- 컴투스 프로야구 레전드 카드: 양준혁
- 올스타 선발: 강민호 (포수), 김상수 (2루수)
- OSEN 선정 야구인 2세 베스트 라인업: 원태인 (선발투수), 김상수 (2루수), 이원석 (3루수), 이성곤 (지명타자)
- 컴투스프로야구 삼성 라이온즈 베스트 라인업: 뷰캐넌 (선발투수)
- 컴투스프로야구 선정 2020 주요 라인업: 권오준 (중간계투)
- 수비 WAR: 박해민 (1.40)
- 희생플라이: 이원석 (12)
- 완투: 뷰캐넌, 윤성환, 최채흥 (1)
- 완봉: 최채흥 (1)
- 병살 유도: 뷰캐넌 (35)
- 경기 당 투구 수: 뷰캐넌 (104.4)
- 견제 아웃: 원태인 (4)
- 선발 GSC: 최채흥 (9월 13일 LG전, 88)

### 퓨처스리그
- 사구: 양우현 (11)

## 선수단
- 선발투수: 뷰캐넌, 최채흥, 라이블리, 원태인, 허윤동, 백정현, 이승민, 윤성환
- 구원투수: 이승현, 김대우, 최지광, 임현준, 노건우, 장필준, 우규민, 김무신, 이상민, 홍원표, 이재익, 홍정우, 황동재, 심창민, 권오준, 장지훈
- 마무리투수: 오승환, 양창섭, 정인욱
- 포수: 강민호, 권정웅, 김응민, 김민수, 김도환
- 1루수: 이성곤, 백승민, 이성규
- 2루수: 김상수, 김지찬, 양우현
- 유격수: 이학주, 강한울, 김재현, 박계범
- 3루수: 김호재, 최영진, 이원석
- 좌익수: 구자욱, 살라디노, 김성윤, 박찬도
- 중견수: 박해민, 김성표
- 우익수: 송준석, 박승규, 김헌곤
- 지명타자: 김동엽, 팔카

## 여담
- 이재익은 전반기 9이닝 당 27개의 홈런을 허용하여 2013년 이후 KBO 리그 단일 시즌 전반기 최다 기록을 세웠다.
- 임현준은 11차례 3연투를 해 2013년 이후 KBO 리그 역대 단일 시즌 최다 3연투 기록을 세웠다.
- 이 시즌 뷰캐넌이 마운드에 있을 때 도루를 시도한 주자가 한 명도 없었다. 이는 2013년 이후 규정 이닝을 채운 투수 중 KBO 리그에서 처음 있는 일이었다.
- 김지찬은 이 시즌까지 번트안타 4회, 희생번트 실패 6회, 소화 포지션 수 6개를 기록하여 2013년 이후 KBO 리그 10대 타자 통산 최다 기록을 세웠다.
- 권오준은 만 40세 때부터의 통산 WAR -0.40, 잔루율 33.7%, 사이영포인트 -6.0으로 KBO 리그 40대 투수 통산 최저 기록을 세웠다. 또한 피안타율은 0.333으로 같은 부문 최고 기록을 세웠다.
- 권오준은 만 40세 때부터의 홈스틸 허용 1회로 2013년 이후 KBO 리그 40대 투수 통산 최다 기록을 세웠다.
- 황동재는 이 시즌까지 통산 피장타율 1.182, 투스트라이크 카운트 투구 대비 삼진 결정률 50%로 KBO 리그 역대 10대 투수 최고 기록을 세웠다.
- 팔카는 이 시즌 WAR -1.32에 그친 뒤 KBO 리그를 떠나 KBO 리그 외국인 선수 단일 시즌 겸 통산 최저 WAR 기록을 세웠다.
- 이성규는 이 시즌 10홈런을 쳤지만 타율 0.181에 그쳐 KBO 리그 역대 단일 시즌 두 자릿수 홈런 타자 중 최저 타율을 기록했다.
- 김성표는 이 시즌 1군에 데뷔하여 KBO 리그 역대 1군 출전 선수 중 첫 열린사이버대학교 출신 타자가 되었다.
- 김지찬은 이 시즌 6개의 수비 포지션을 소화하여 2013년 이후 KBO 리그 단일 시즌 10대 타자 최다 기록을 세웠다.
- 시즌 후 처음으로 낙동강 교육리그에 참가했다.

## 같이 보기
- 2021년 삼성 라이온즈 시즌